# Pastuso
Pastuso (también pastense, pasteño o serrano) es el término usado para designar al grupo étnico mestizo que habita el nudo de los Pastos, una región montañosa situada al suroccidente de Colombia y al norte de Ecuador. 
El nombre suele aplicarse a los residentes de la ciudad de San Juan de Pasto, y por extensión, a aquellos que viven en la antigua provincia de Pasto, y a los hablantes del llamado español pastuso, que se extienden también al piedemonte amazónico del Putumayo, el sur caucano (Nudo de Almaguer y Bota Caucana) y la provincia ecuatoriana de Carchi.

## Delimitación geográfica

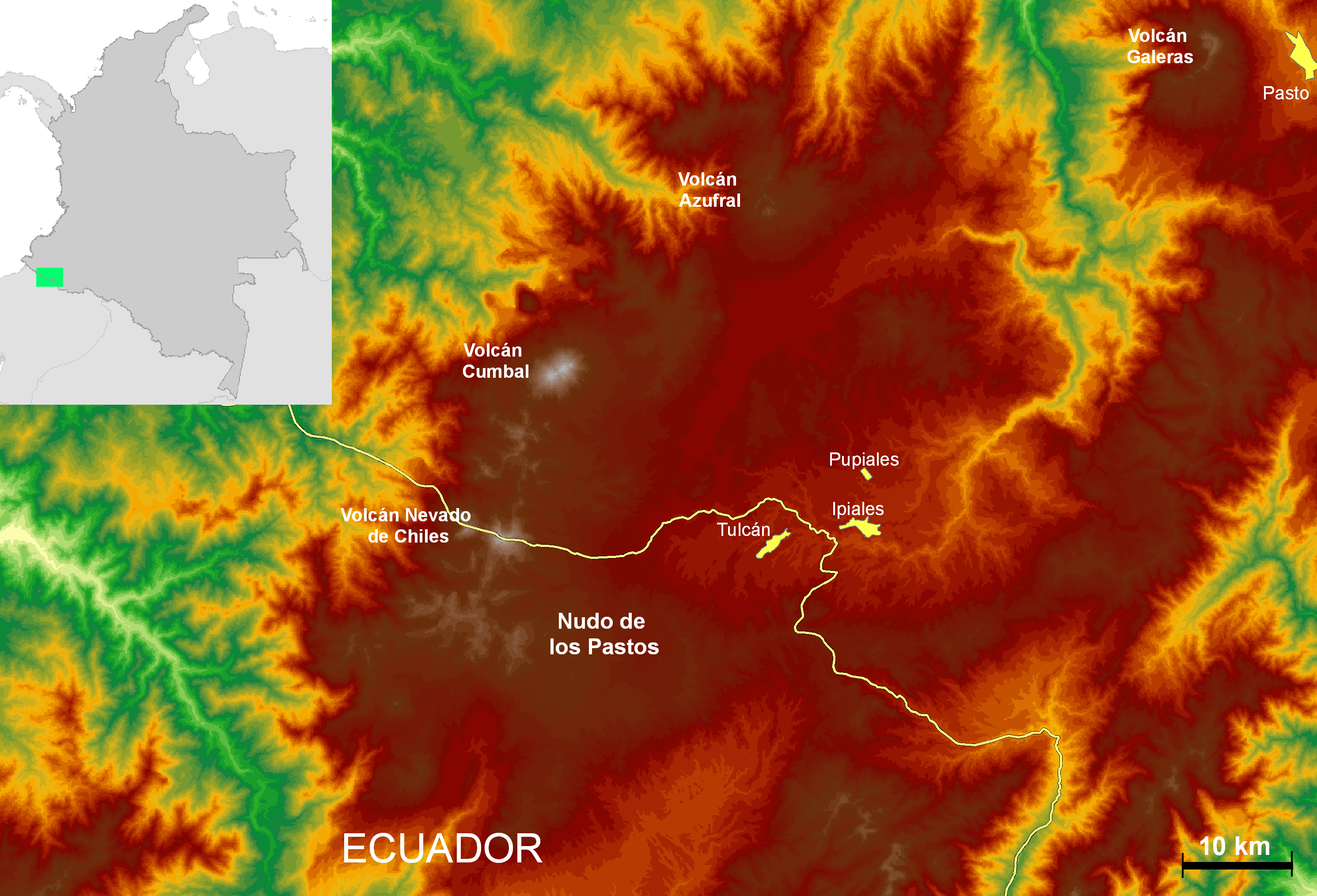
Mapa del Nudo de los Pastos, la región montañosa donde se ubica la cultura pastusa.

El espacio cultural pastuso se localiza en el corredor montañoso que discurre entre el valle del río Patía al norte y depresión del río Chota al sur, limitando al oriente con la selva amazónica y al occidente con la llanura costera del Chocó biogeográfico. Se trata de la región conocida como nudo de los Pastos o macizo de Huaca, desde donde se desprenden las cordilleras Central y Occidental de los Andes colombianos.
En el departamento de Nariño, el término corresponde a los habitantes del altiplano o sierra nariñense, y excluye a los pobladores de la región costera, cuya cultura se asemeja más a la del litoral pacífico colombiano y ecuatoriano.
En el Cauca la frontera discurre por el eje de los ríos Patía y Guachicoco, que marcaba el límite más septentrional de la extinta provincia de Caldas.
Tradicionalmente una cultura andina, la colonización ha llevado la cultura pastusa al piedemonte amazónico del Putumayo y a la cuenca baja de los ríos Mira y Telembí.

## Historia

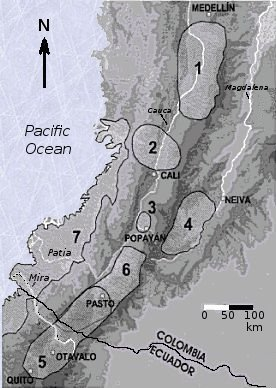
Mapa de las culturas indígenas del suroccidente de Colombia y el norte de Ecuador en el. Las culturas Capulí y Piartal son las número 5 y 6, respectivamente.

El pueblo pastuso es producto de la unión de elementos indígenas y europeos. 
Dos avanzadas sociedades orfebres ocuparon la región a finales del primer milenio: Piartal y Capulí. Estos últimos fueron reemplazados por la cultura Tuza, que corresponde a los ancestros inmediatos de los indígenas pastos-quillacingas (tierras altas). En las tierras bajas habitaban los barbacoas, nulpes y sindaguas (piedemonte costero), los abades (valle del Guáitara), los chapanchicas (norte), y los mocoas y sucumbios (piedemonte amazónico); todos ellos hablantes de lenguas barbacoanas.

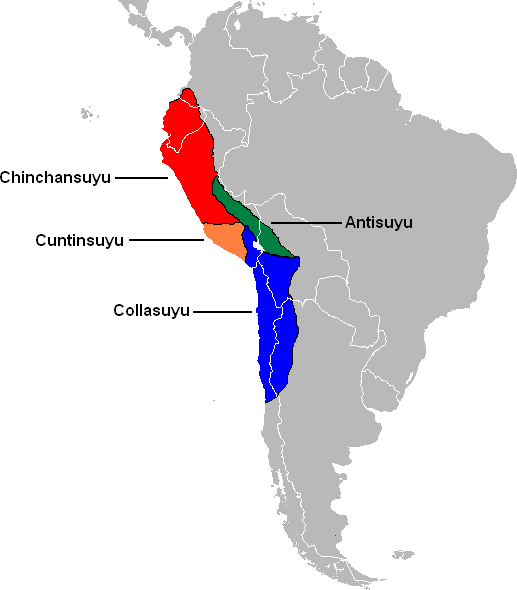
El Imperio incaico se extendió hasta el nudo de los Pastos, que quedó incorporado a la provincia del Chinchaysuyo.

A los anteriores se sumarían pueblos de lengua quechua, debido a que a finales del siglo XV el inca Huayna Capac extendió los límites de su imperio hasta el cauce del río Ancasmayo. Allí enfrentó la resistencia de los caciques Capusigra y Tamasagra, que lograron vencer a los cuzqueños en la batalla de Guaguasango. Más tarde, los incas tomarían venganza y someterían definitivamente a los pastos-quillacingas en las batallas de Yahuarcocha y Atuntaqui.

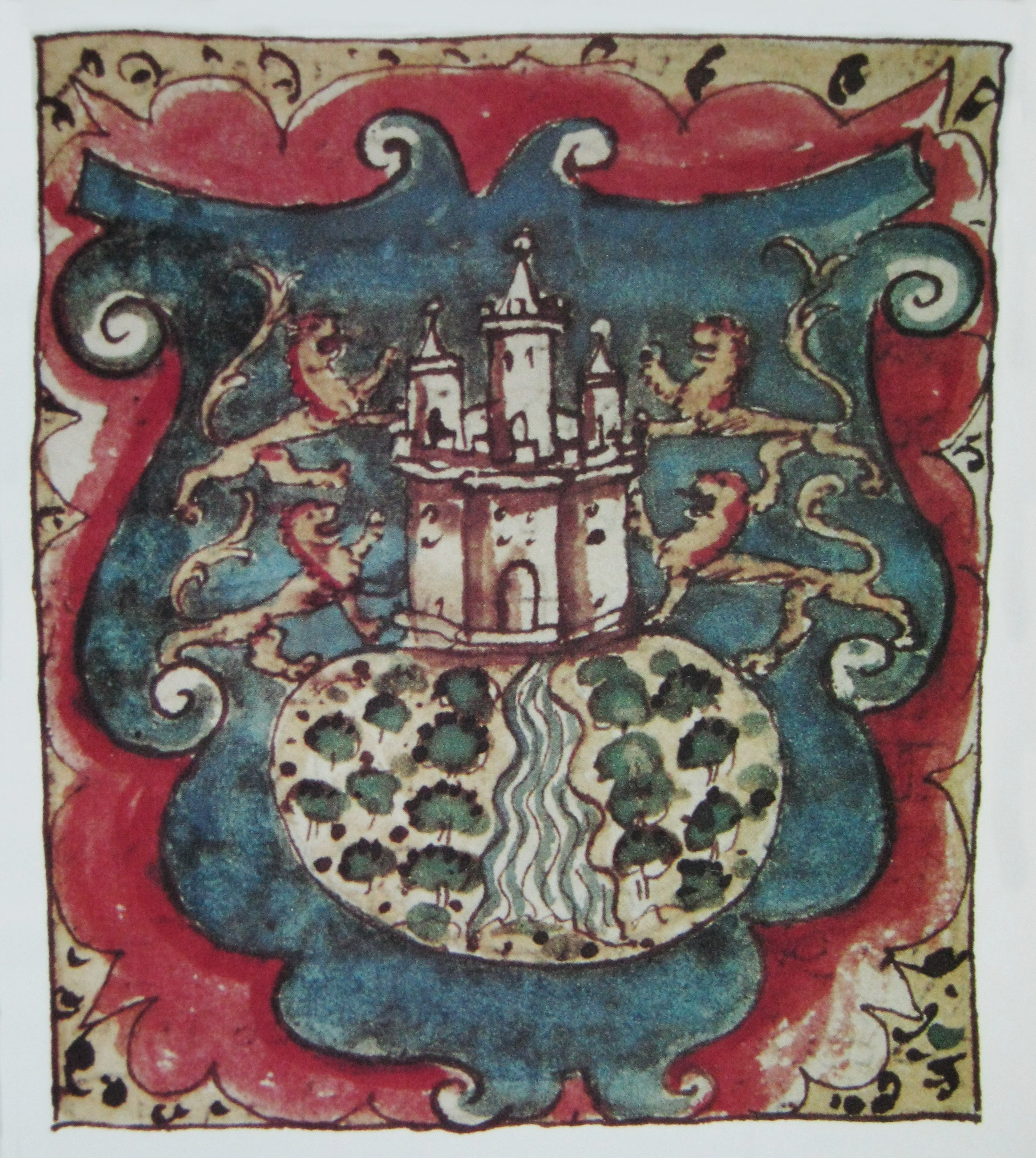
Escudo de San Juan de Pasto concedido por el rey Felipe II en 1559.

Algunas décadas después, y tras doblegar a los cuzqueños, los españoles arribaron desde Perú, refundando las villas de Tulcán en 1535, Túquerres en 1536 y Pasto en 1537. El territorio quedó incorporado a la Real Audiencia de Quito, aunque posteriormente las tierras al norte de Rumichaca pasaron a depender administrativamente de la provincia de Popayán.
En el periodo colonial, la región de Pasto se destacó por su aislamiento geográfico, lo que llevó a que mantuviera una actitud conservadora, tradicionalista y de ensimismamiento cultural.
En palabras del antropólogo colombiano José María Samper (1861):

En las altiplanicies de las montañas de Pasto, donde reina la perpetua primavera, la vida es fácil y barata, los cereales y las plantas mas útiles crecen en abundancia, alternando con vergeles que le dan al país el aspecto de una sucesión de paraísos, y las crías de ganado, la industria de tejidos y otras análogas prosperan en cuanto es posible. El indio pastuso, de raza probablemente quichua, vive, pues, contento en medio de la abundancia y sin necesidad de cultura, reacio ante la civilización, impasible ante el progreso. Es un salvaje sedentario, bautizado, que habla español (aunque con provincialismos) y cree que el mundo está todo en sus montañas, sus pueblos y cortijos, y sus fiestas parroquiales.

El rey Felipe II le otorgó a la ciudad de Pasto su escudo de armas en 1559. En 1564 Gonzalo Rodríguez (fundador de Mocoa, conocido como El Precursor) protagonizó la primera rebelión de un mestizo en suelo americano, siendo derrotado y ejecutado en lo que actualmente es la plaza de Rumipamba.
En 1721 los españoles fundaron en Pasto el colegio de la Compañía de Jesús, que enseñaba gramática y otras materias a los habitantes de la ciudad.
Durante la segunda mitad del siglo XVIII, y al igual que en otros territorios de la corona española, se producen levantamientos comuneros contra algunas reformas principalmente fiscales que se habían propuesto en Tulcán, Pasto, Túquerres y Guaitarilla, siendo todos reprimidos con dureza por las autoridades virreinales.
Tras el estallido de las guerras de independencia, Pasto destacó por ser uno de los bastiones del Ejército realista en América más obstinados. En contraste, Ipiales declara su independencia en 1810, y la provincia de Los Pastos (salvo Pupiales) y Tulcán se adhieren a la causa revolucionaria, aunque finalmente son sometidas por Pasto.
Durante la Campaña de Pasto, los realistas pastusos y sus aliados patianos se enfrentaran a los revolucionarios de Quito, a las Ciudades Confederadas del Valle del Cauca (fusilando al presidente Joaquín de Cayzedo en 1813), al Estado Libre de Cundinamarca (apresando al presidente Antonio Nariño en 1814) y a las tropas bolivarianas.
Finalmente, la ciudad capitula en 1822, sufriendo las represalias del bando republicano en la Navidad de ese año (Navidad Negra), cuando cientos de civiles fueron degollados en la que hoy es conocida como Calle del Colorado.

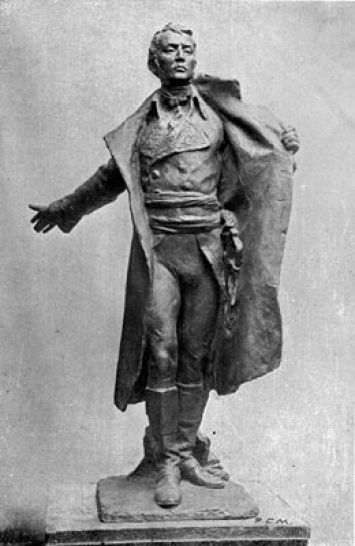
Antonio Nariño fue capturado en Pasto en 1814. El departamento de Nariño recibió su nombre en conmemoración de este hecho.

Pese el sometimiento de la aristocracia criolla local con la capitulación de la guarnición de línea del coronel Basilio Modesto García, el fidelismo a la monarquía llevó al campesinado indígena local a alzarse en armas dos veces, en 1822 y 1824. El caudillo mestizo Agustín Agualongo continuó con la guerra de guerrillas hasta que fue capturado por José María Obando y ejecutado en Popayán en 1824.
Respecto a la resistencia pastusa, Simón Bolívar escribió:

Los pastusos deben ser aniquilados, y sus mujeres e hijos transportados a otra parte, dando a aquel país una colonia militar. De otro modo Colombia se acordará de los pastusos cuando haya el menor alboroto o embarazo, aun cuando sea de aquí a cien años...

En 1823, en carta escrita dirigida a Francisco de Paula Santander, resalta:

Logramos, en fin destruir a los pastusos (tb. pastos). No sé si me equivoco como me he equivocado otras veces con esos malditos hombres, pero por ahora me parece que no levantarán más su cabeza los muertos... Yo he dictado medidas terribles contra ese infame pueblo... Las mujeres mismas son peligrosísimas. Lo peor de todo es que cinco pueblos de los pastusos son igualmente enemigos y algunos de la Patía también lo son. Quiere decir esto que tenemos un cuerpo de más de 3000 almas contra nosotros, pero un alma de acero que no plega por nada. Desde la conquista acá ningún pueblo se ha mostrado más tenaz que este... Ya está visto que no se puede ganar y por lo mismo es preciso destruirlos hasta en sus elementos

Por su parte, Santander destaca:

Juanambú y Pasto eran el terror de los ejércitos y es preciso creerlo, el sepulcro de los bravos.

Tras el fin de la guerra, la región quedó empobrecida y se convirtió en un foco de inestabilidad con un fuerte sentimiento antibolivariano. Los remanentes del Ejército realista siguieron operativos hasta 1825, mientras que Antonio José de Sucre cayó asesinado en Berruecos en 1830. 
Ese mismo año, la región declararía su anexión a Ecuador, desatando la llamada Guerra del Cauca, que culminaría en 1832 con la firma del Tratado de Pasto, restituyendo la provincia a la Nueva Granada.
En 1839 estalla en Pasto la  Guerra de los Supremos, debido a la supresión de cuatro conventos menores de la ciudad. En 1841, aún en medio de este conflicto, los cantones de Túquerres y Pasto se anexan voluntariamente a Ecuador. No obstante, los generales neogranadinos pactan la retirada pacífica de los ecuatorianos y reprimen los focos rebeldes.
Como continuación de este conflicto fronterizo, en 1862 se producen las batallas de Tulcán y Cuaspud, siendo finalmente la frontera demarcada por el Tratado Muñoz Vernaza-Suárez de 1916.
Acerca de esta actitud belicosa de los pastusos, el político ecuatoriano Juan Montalvo, exiliado en Pasto, escribió (1879):

En este país vive un pueblo, que por la rareza de su carácter, por sus virtudes y sus defectos se ha vuelto notable para sus vecinos; este es Pasto, nombrado ya como singular en la historia de Colombia. Si algún pueblo en Sudamérica pudiera recordarnos a la antigua Esparta, éste sería, sin duda; rasgos hay en sus costumbres, su complexión, que en verdad nos recuerdan a Lacedemonia.

Durante la primera parte del periodo republicano, la porción colombiana del territorio hizo parte de las provincias de Pasto y Túquerres, pero tras la implantación del federalismo (1858), toda la zona fue incorporada al Estado Soberano del Cauca (provincias de Almaguer, Ipiales, Pasto, Túquerres, y territorio del Caquetá).
Mientras del lado ecuatoriano se creó la provincia de Veintimilla (luego Carchi) en 1880, del lado colombiano creció la presión social para que se creara una nueva división administrativa separada del Cauca (el Estado Soberano del Sur impulsado por los llamados decimistas, porque aquel sería el décimo Estado de la Unión). No obstante, la autonomía política solo se recuperó en 1904, cuando se creó un nuevo departamento con capital en Pasto. El nombre del departamento fue ampliamente discutido, proponiendo los conservadores que se llamara Departamento de La Inmaculada Concepción, aunque finalmente se optó por el nombre de Departamento de Nariño para conmemorar la captura del prócer durante su campaña contra Pasto.
En 1932, con motivo de la guerra colombo-peruana, se construyó la primera carretera que unía Pasto con el centro de Colombia. Los pastusos participaron activamente en este conflicto, así como en la colonización de las selvas del piedemonte amazónico, que se separaron definitivamente de Nariño en 1957 para conformar la Comisaría del Putumayo.

## Territorio

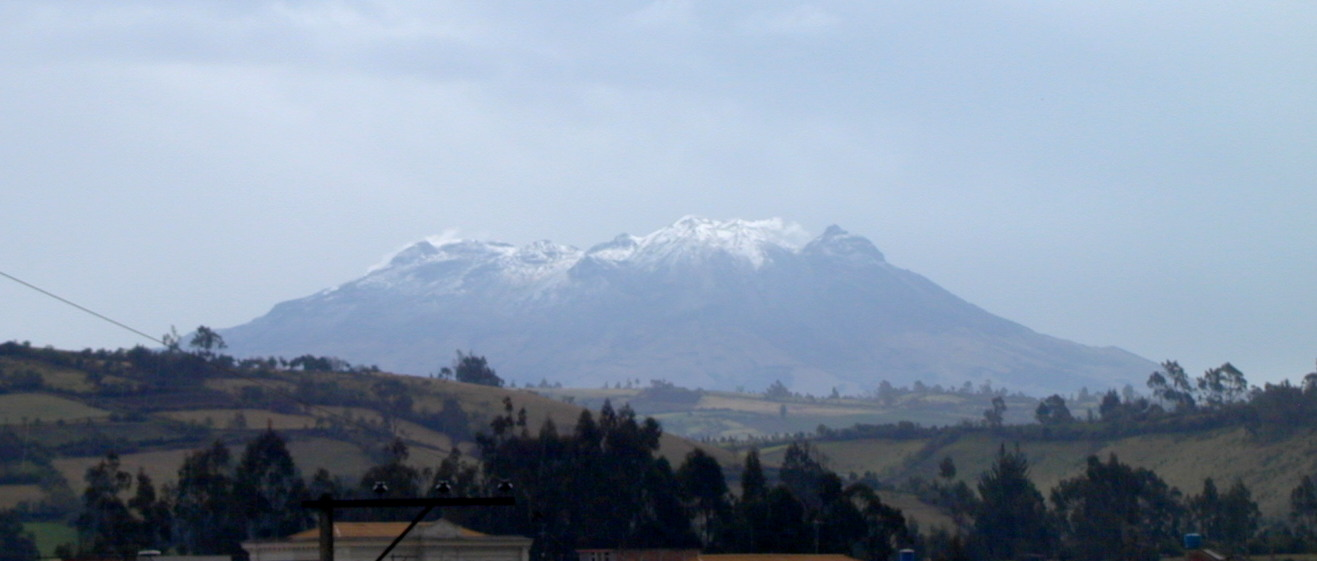
La cumbre del volcán Cumbal vista desde Tulcán.

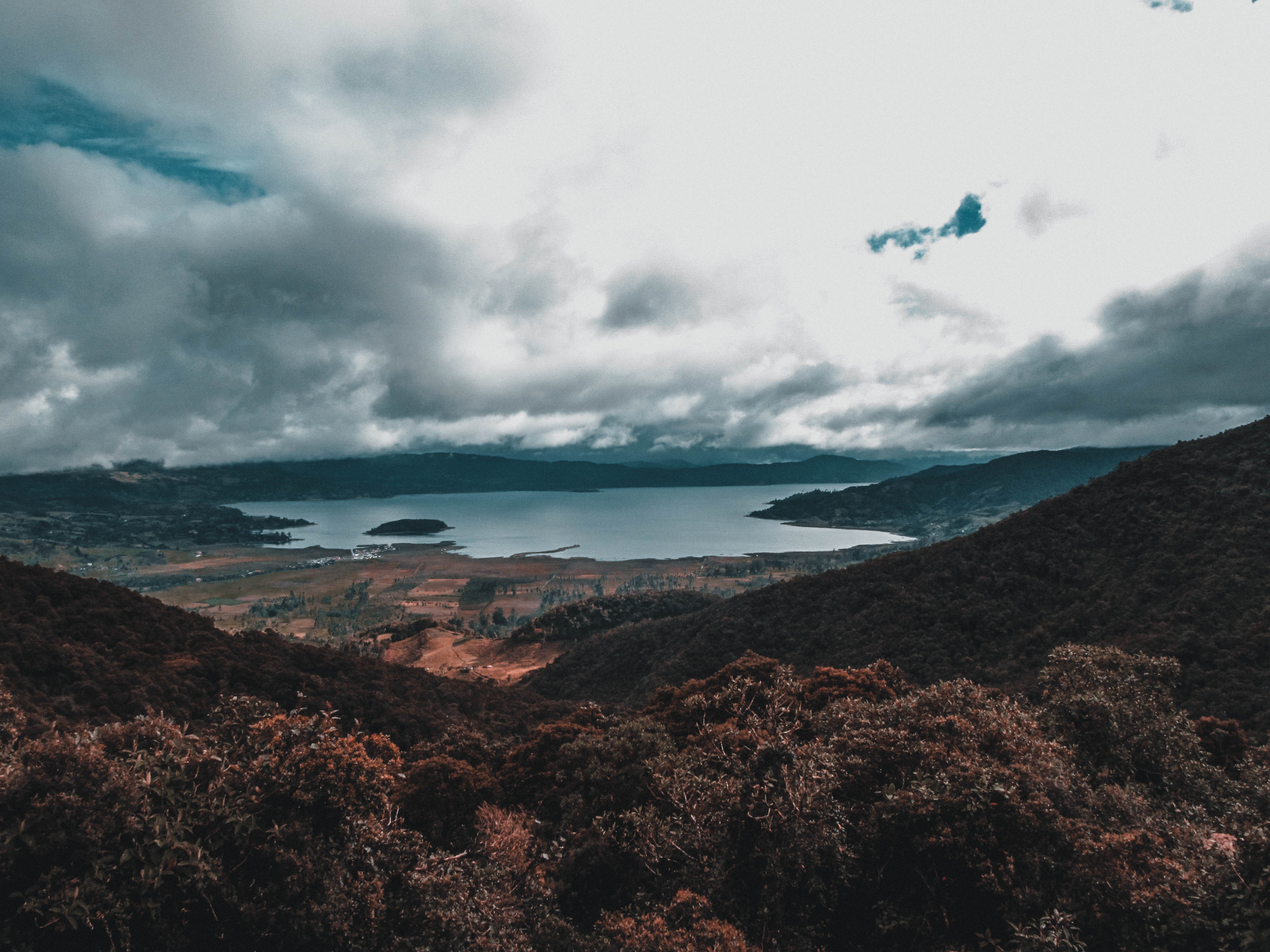
Laguna de la Cocha, donde se encuentra el Santuario de fauna y flora Isla de La Corota.

La sierra nariñense tiene un superficie de 15 798 kilómetros cuadrados, el piedemonte de Putumayo cubre 13 245 km², el sur del Cauca 7 362 km², y Carchi 3 699 km². El área total es de 40 104 km², comparable a la superficie de Suiza o Bután.
Entre los principales accidentes geográficos de la zona se encuentran el altiplano de Túquerres e Ipiales, el valle de Atriz, el valle de Sibundoy, y los cañones de los ríos Guáitara, Juanambú y Patía (hoz de Minamá).
Esta área se caracteriza por su gran vulcanismo, destacando los volcanes Negro de Mayasquer, Chiles, Cumbal, Azufral, Galeras, Morasurco, Patascoy, Las Ánimas, Petacas y Doña Juana.

### Hidrografía
Los principales ríos pertenecen a la cuenca del Pacífico, siendo afluentes del Patía (Guáitara, Juanambú, Mayo, Telembí, Guachicono) o del Mira (que también nace en la región). La cabecera del río Putumayo, y de varios de sus afluentes (Guamuez, San Miguel) también se encuentran en el nudo de los Pastos.
El mayor cuerpo lacustre de la región es la laguna de la Cocha o lago Guamuez, aunque existen multitud de lagos de dimensiones menores.

### Clima

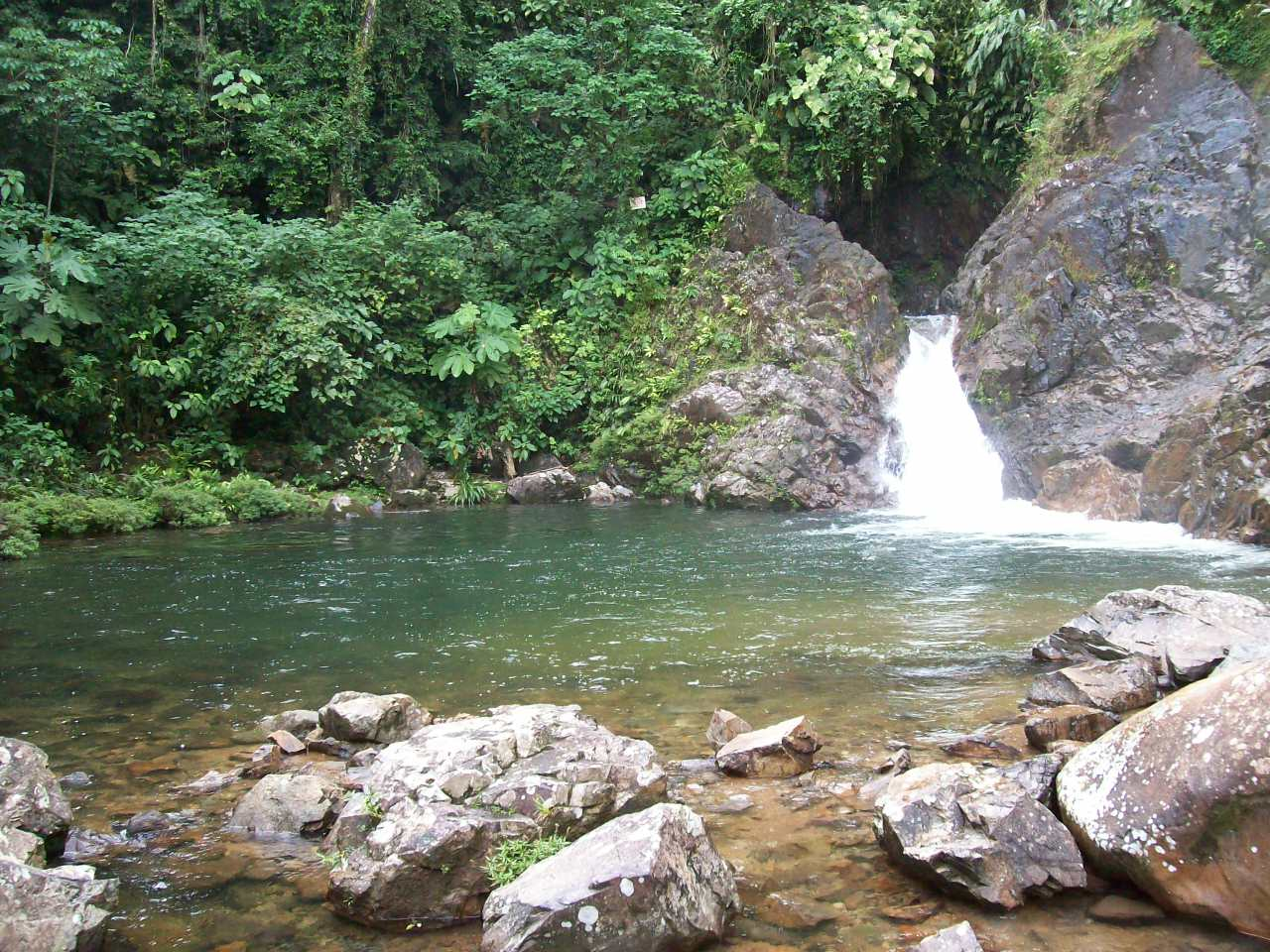
Piedemonte amazónico en Putumayo.

En la región andina el clima es ecuatorial de montaña, con temperaturas moderadas entre los 10 °C y 18 °C y precipitaciones abundantes, desde los 800mm. El piedemonte andino presenta un clima tropical húmedo, con un régimen pluviométrico similar al de la Amazonia y el Chocó biogeográfico. Los lugares más secos se encuentran próximos a los valles de los ríos Patía y Chota, los cuales poseen un clima tropical de sabana.
La mayor parte de la población vive sobre los 2 000 metros de altitud, en el piso térmico frío. Algunas de las localidades más altas de Colombia y Ecuador se encuentran en el altiplano de Túquerres e Ipiales: Túquerres (3 104 metros), Cumbal (3 100), Guachucal (3 087), Aldana (3 050), Carlosama (3 050), Pupiales (3 014) y El Ángel (3 000).
Los glaciares desaparecieron a lo largo siglo XX, por lo que las cumbres más altas se encuentran cubiertas por páramos. Actualmente la presencia de nieve solo es frecuente en la cima del volcán Cumbal, que es el más alto de la región.

## División administrativa
La región andina de Nariño se encuentra dividida en 54 municipios, que tradicionalmente se agrupan en cuatro provincias: Centro (11 municipios), Sur (13 municipios), Occidente (15 municipios) y Norte (15 municipios).
El pidemonte del Putumayo comprende 12 municipios, agrupados en tres subregiones: Alto Putumayo (4 municipios),  Medio Putumayo (4 municipios) y Bajo Putumayo (4 municipios).
El sur del Cauca tiene 9 municipios: 4 en el valle del Patía, 4 en el Macizo Colombiano y 1 en la Bota Caucana.
La provincia del Carchi se subdivide en 6 cantones.
| Subregión      | Área (km²) | Población (2018) | Subdivisiones |
| -------------- | ---------- | ---------------- | --- |
| Pasto          | 3 029      | 525 094          | 11 municipios (Buesaco, Chachagüí, Consacá, El Peñol, El Tambo, La Florida, Nariño, Pasto, Sandoná, Tangua, Yacuanquer)                                                                               |
| Sur            | 4 289      | 268 920          | 13 municipios (Aldana, Contadero, Córdoba, Cuaspud, Cumbal, Funes, Guachucal, Gualmatán, Iles, Ipiales, Potosí, Puerres, Pupiales)                                                                    |
| Norte          | 3 014      | 195 485          | 15 municipios (Arboleda, Belén, Colón, El Rosario, El Tablón de Gómez, La Cruz, La Unión, Leiva, Policarpa, San Bernardo, San José de Albán, San Lorenzo, San Pablo, San Pedro de Cartago, Taminango) |
| Occidente      | 5 474      | 191 064          | 15 municipios (Ancuya, Cumbitara, Guaitarilla, Imués, La Llanada, Los Andes Sotomayor, Linares, Mallama, Ospina, Providencia, Ricaurte, Samaniego, Santacruz, Sapuyes, Túquerres)                     |
| Carchi         | 3 699      | 184 036          | 6 cantones (Bolívar, Espejo, Mira, Montúfar, San Pedro de Huaca, Tulcán) |
| Bajo Putumayo  | 5 870      | 154 849          | 4 municipios (Orito, Puerto Asís, San Miguel, Valle del Guamuez) |
| Sur caucano    | 7 362      | 143 475          | 9 municipios (Almaguer, Bolívar, Mercaderes, La Vega, Piamonte, San Sebastián, Santa Rosa, Sucre) |
| Medio Putumayo | 7 484      | 131 583          | 4 municipios (Mocoa, Puerto Caicedo, Puerto Guzmán, Villagarzón) |
| Alto Putumayo  | 1 066      | 33 282           | 4 municipios (Colón, Sibundoy, San Francisco, Santiago) |

## Demografía

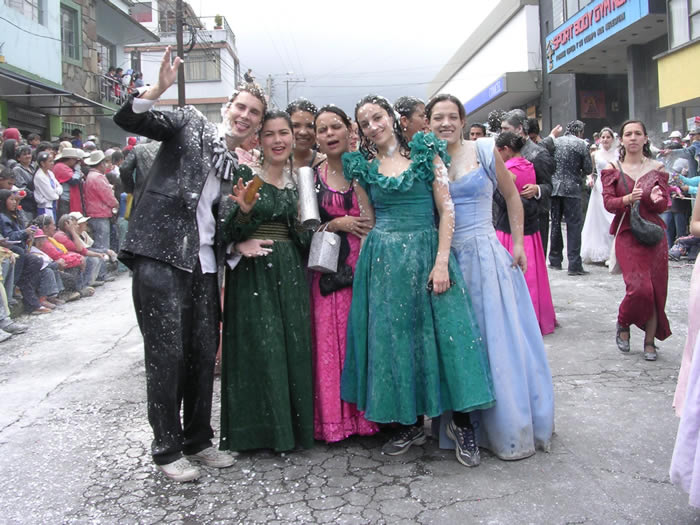
Pastusos celebrando el Carnaval de Blancos y Negros.

Según el censo de 2018, la población del altiplano nariñense es de 1 189 072 personas, mientras que el piedemonte del Putumayo tiene 319 714 habitantes y el sur del Cauca tiene 143 475.
Las proyecciones del Gobierno ecuatoriano indican que en 2018 la provincia del Carchi tiene una población de 184 136 personas.
La población total es de 1 836 397 habitantes, similar a la población de Letonia o Guinea-Bissau.

### Etnografía

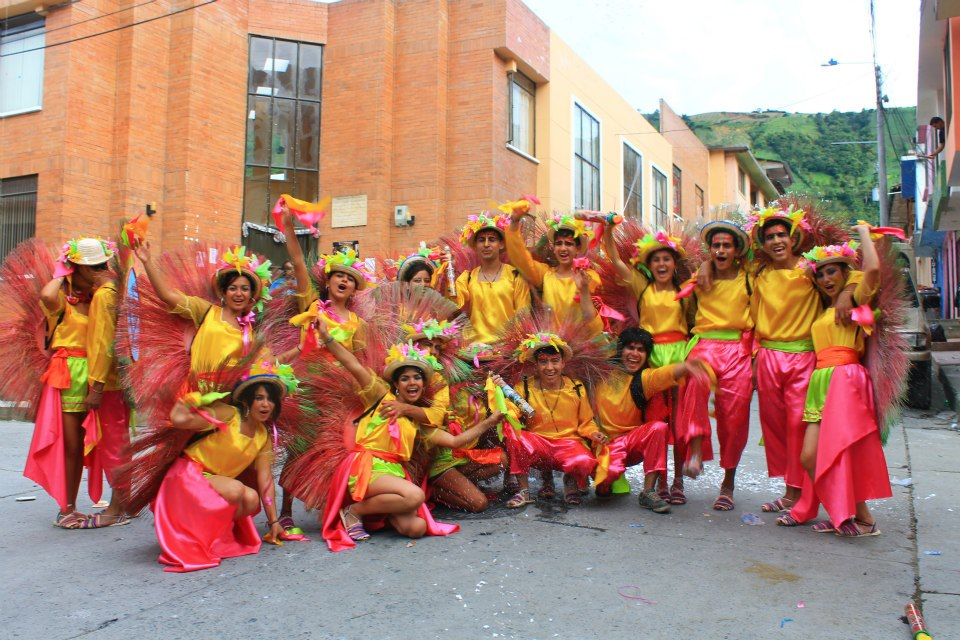
Jóvenes pastusos en Linares. La mayoría de los habitantes de la región son mestizos.

En 1806, la población de la sierra nariñense estaba compuesta por 12 300 indígenas, 7 700 mestizos, 6 200 blancos y 740 negros.
En el censo de 1912, el 45,4 % de los habitantes de Nariño (que entonces incluía a Putumayo) se reconocieron como blancos, el 26,3 % como indígenas, el 7,7 % como negros y el 20,5 % como mezcla de razas.
Según el censo de 2018, en la región andina de Nariño el 82,6% de la población se identificó a sí misma como mestiza o blanca, el 16,8% como indígena y el 0,6% como afrodescendiente.
En el piedemonte del Putumayo, el 79,6% se identificó como mestizo o blanco, el 16,6% como indígena y el 3,8% como afrodescendiente.
En el sur del Cauca el 81,5% se auto identificó como mestizo o blanco, el 15,2% como indígena y el 3,4% como afrodescendiente.
En la provincia de Carchi, el censo de 2010 indica que el 90,2% de la población se consideraba mestiza o blanca, el 6,4% afrodescendiente y el 3,4% indígena.
Para el conjunto de la región, el 82,8% de la población es mestiza o blanca, el 15,3% es indígena y el 1,9% es afrodescendiente.

#### Pueblos indígenas
El pueblo indígena más numeroso de la región son los pastos (163 873 miembros en Colombia en 2018 y 1 409 en Ecuador en 2010), que habitan el altiplano del sur de Nariño y Carchi, y cuya lengua se encuentra extinta. Emparentados con este grupo se encuentran los quillacingas (7 333), que viven en los alrededores del valle de Atriz y también han perdido su lengua.
Se cree que estos dos pueblos están ligados a los awá, un grupo de lengua barbacoana que habita en el piedemonte costero de Nariño y Carchi (25 813 en Colombia y 5 513 en Ecuador).
Asimismo se ha teorizado que los quillacingas podrían estar emparentado con los camsá (7 521), un pueblo de lengua aislada que habita el valle de Sibundoy.
También en el valle de Sibundoy se encuentran los ingas (15 450), el único pueblo de lengua quechua de la región, y que también vive en Aponte (norte de Nariño) y el bajo Putumayo.
En el sur del Cauca habitan los yanaconas (34 897), un pueblo de origen quechua, pero que ha perdido su lengua.
Además, en el piedemonte amazónico se puede encontrar a los siona (2 599) y los cofán (1 816). El primero es un grupo de lengua tucana, y el segundo habla una lengua aislada de origen desconocido, aunque se piensa que podría pertenecer a las lenguas barbacoanas.

#### Genética
Según diferentes estudios genéticos, entre los pastusos predominan las ascendencias indígena y europea, seguidas por una mínima aportación africana.
| Población                | Número de individuos estudiados | Aporte amerindio | Aporte europeo | Aporte africano | Estudio | Año  |
| ------------------------ | ------------------------------- | ---------------- | -------------- | --------------- | --- | ---- |
| Altiplano nariñense      | 2271                            | 40%-49%          | 43%-52%        | 7,8%            | Estructura genética de la población colombiana (Yunis et al.)                                                                          | 1993 |
| Altiplano nariñense      | 16                              | 44,28%           | 48,65%         | 7,07%           | Outlining the Ancestry Landscape of Colombian Admixed Populations (Ossa et al.)                                                        | 2016 |
| Nariño                   | Estimación                      | 44%              | 38%            | 18%             | Admixture in the Americas: Regional and National Differences (Fuerst et al.)                                                           | 2016 |
| Nariño                   | 78                              | 51,1%            | 30,1%          | 18,8%           | Comparison of the Genetic Background of Different Colombian Populations Using the SNPforID 52plex Identification Panel (Ibarra et al.) | 2014 |
| Putumayo                 | Estimación                      | 51%              | 38%            | 11%             | Admixture in the Americas: Regional and National Differences (Fuerst et al.)                                                           | 2016 |
| Pasto                    | 201                             | 65,2%            | 32,1%          | 2,7%            | Genetic Make up and Structure of Colombian Populations by Means of Uniparental and Biparental DNA Markers (Rojas et al.)               | 2010 |
| Pasto                    | 19                              | 57,2%            | 39,2%          | 3,6%            | Geographic Patterns of Genome Admixture in Latin American Mestizos (Wang et al.)                                                       | 2008 |
| Pasto                    | 19                              | 55%              | 43%            | 2%              | Social-group Identity and Population Substructure in Admixed Populations in New Mexico and Latin America (Healy et al.)                | 2017 |
| Pasto                    | No especificado                 | 56,7%            | 38,6%          | 4,7%            | Colorectal Cancer Risk and Ancestry in Colombian admixed Populations (Criollo et al.)                                                  | 2017 |
| Túquerres                | 141                             | 67%              | 31%            | 3%              | Human and Helicobacter pylori coevolution shapes the risk of gastric disease (Kodaman et al.)                                          | 2014 |
| Awá (pueblo indígena)    | 22                              | 80%              | 17%            | 2%              | Development of a Panel of Genome-Wide Ancestry Informative Markers to Study Admixture Throughout the Americas (Galanter et al.)        | 2012 |
| Pastos (pueblo indígena) | 36                              | 83%              | 16%            | 2%              | Development of a Panel of Genome-Wide Ancestry Informative Markers to Study Admixture Throughout the Americas (Galanter et al.)        | 2012 |

### Principales ciudades
El principal centro urbano de la región es San Juan de Pasto, cuya población en 2018 superaba los 300 mil habitantes. Ipiales, Tulcán y otras localidades fronterizas conforman la conurbación binacional Tulcán - Ipiales, con una población de alrededor de 150 mil personas. En el piedemonte amazónico se destacan Mocoa y Puerto Asís, cada una de las cuales tiene 40 mil habitantes. Otros núcleos urbanos notables incluyen a Túquerres, San Gabriel, La Unión, Sandoná, Sibundoy, Julio Andrade y Samaniego en la región andina, y Orito, La Hormiga y Villagarzón en el piedemonte amazónico.

## Cultura

### Símbolos

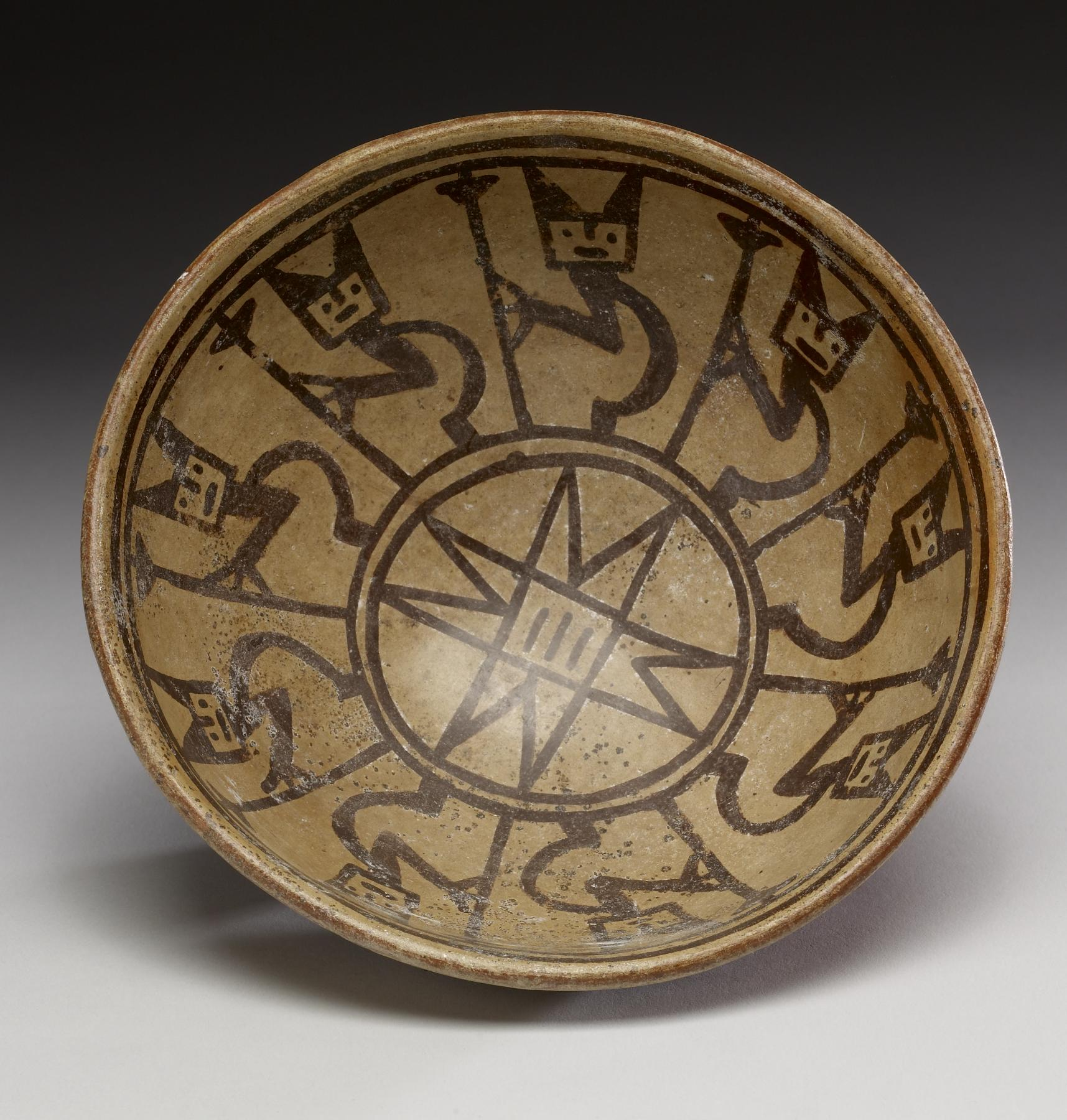
Sol de los pastos en una artesanía de la cultura capulí.

Wiphala del Chinchaysuyu.

El sol de los pastos (estrella de ocho puntas) es una figura recurrente en la iconografía regional. Sus puntas representan los estados del espíritu humano: la familia, la salud, el placer, los amigos, la comunidad, los hijos, el saber y la riqueza.
Del lado colombiano, la bandera de San Juan de Pasto es utilizada en eventos políticos y deportivos, particularmente para apoyar al equipo de fútbol local, por lo que se ha convertido en el principal símbolo identitario de los pastusos.
El uso de la wiphala es común en manifestaciones políticas y entre los pueblos indígenas.
El volcán Galeras, pesar de representar una importante amenaza geológica, es el principal referente natural de la región (el himno del departamento de Nariño es conocido como Desde el mar hasta el Galeras)

### Fiestas
Las principal fiesta pastusa es el Carnaval de Blancos y Negros, que se celebra cada año entre el 2 y el 6 de enero en Pasto y en otros municipios de Nariño, Cauca y Putumayo.
La noche del 31 de diciembre se realiza la quema de un monigote que representa el año que termina, tradición conocida como años viejos.

### Religión

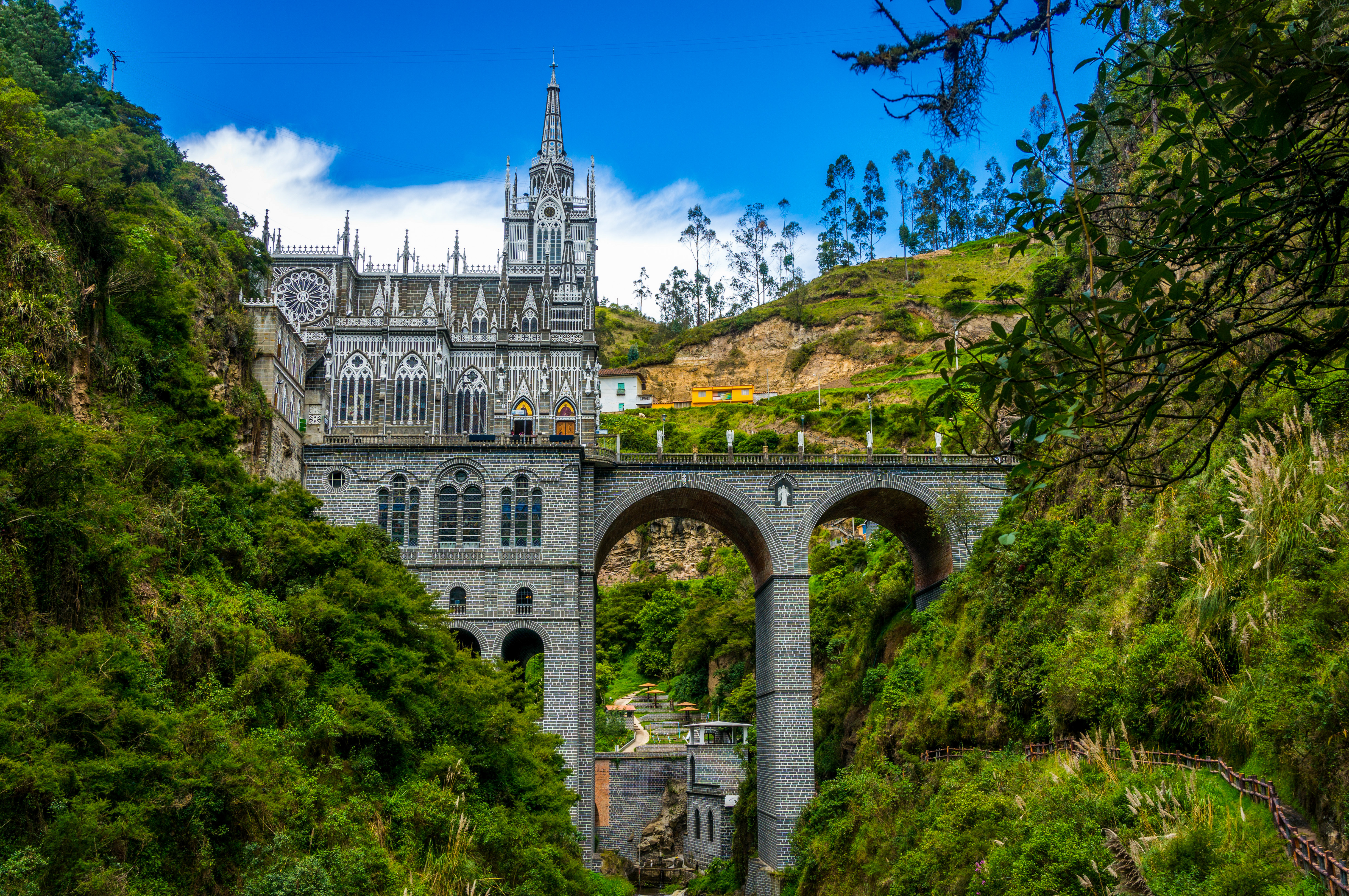
Santuario de las Lajas, declarado Monumento Nacional en 1984.

La población pastusa es mayoritariamente católica y se caracteriza por su gran religiosidad.
Debido al número de iglesias que posee, Pasto es conocida como la Ciudad Teológica. Además, en las cercanías de Ipiales se encuentra el Santuario de Las Lajas, uno de los principales templos católicos de Colombia.
Del lado colombiano, la región pertenece a las diócesis católicas de Pasto (10 vicarías, 76 parroquias) e Ipiales (5 vicarías, 45 parroquias), que dependen de la arquidiócesis de Popayán (8 parroquias en el sur del Cauca), y a la diócesis de Mocoa-Sibundoy (5 vicarías, 46 parroquias) perteneciente a la arquidiócesis de Florencia. Del lado ecuatoriano se encuentra la diócesis de Tulcán, dependiente de la arquidiócesis de Quito.
Según un estudio llevada a cabo en 2009, el 80,5% de los habitantes de la región andina de Nariño se consideraban católicos, el 12,9% protestantes, el 0,9% pertenecían otra religión, y el 6,7% eran no creyentes. El 60,3% de los encuestados acudían a los servicios religiosos al menos una vez a la semana, y el 59,3% manifestaron tener gran confianza en la Iglesia Católica.

### Gastronomía

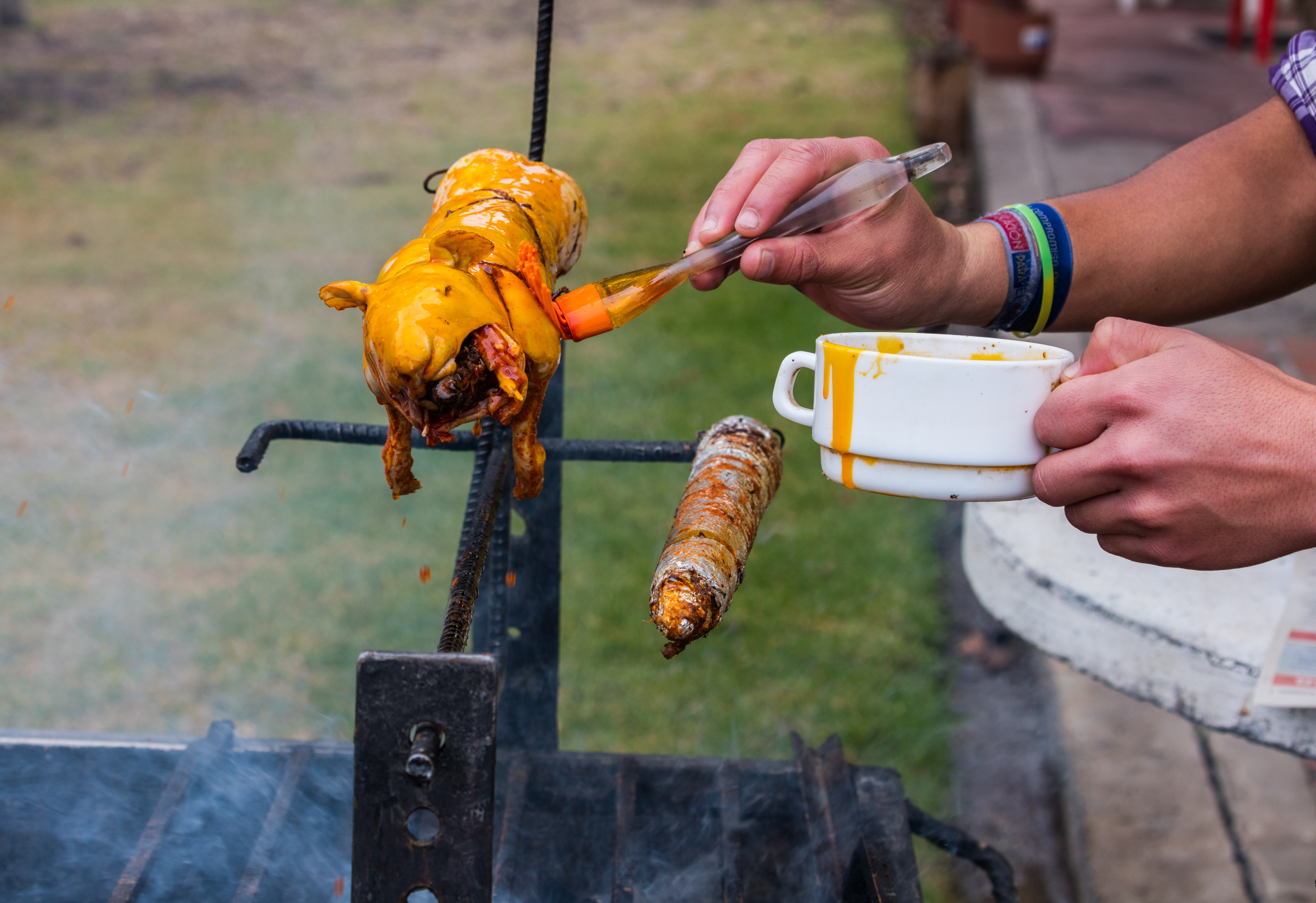
El cuy asado es un plato típico de la gastronomía pastusa.

Al igual que otras zonas que estuvieron bajo influencia incaica, el plato tradicional es el cuy asado.
Otros alimentos tradicionales son el hornado pastuso, el mote, el locro, el champús, los tamales nariñenses, la juanesca, los llapingachos y el helado de paila.
El hervido (una variedad local de canelazo), la chicha y el chapil son las bebidas alcohólicas típicas de la región.

### Música
El ritmo tradicional de la región es la variedad de bambuco conocida como son sureño.
La zona montañosa de Nariño pertenece al eje andino sur-occidental de la música colombiana, que se caracteriza por el uso de instrumentos como la zampoña y el charango.
El himno no oficial de la región es el bambuco conocido como La Guaneña.

### Artesanía

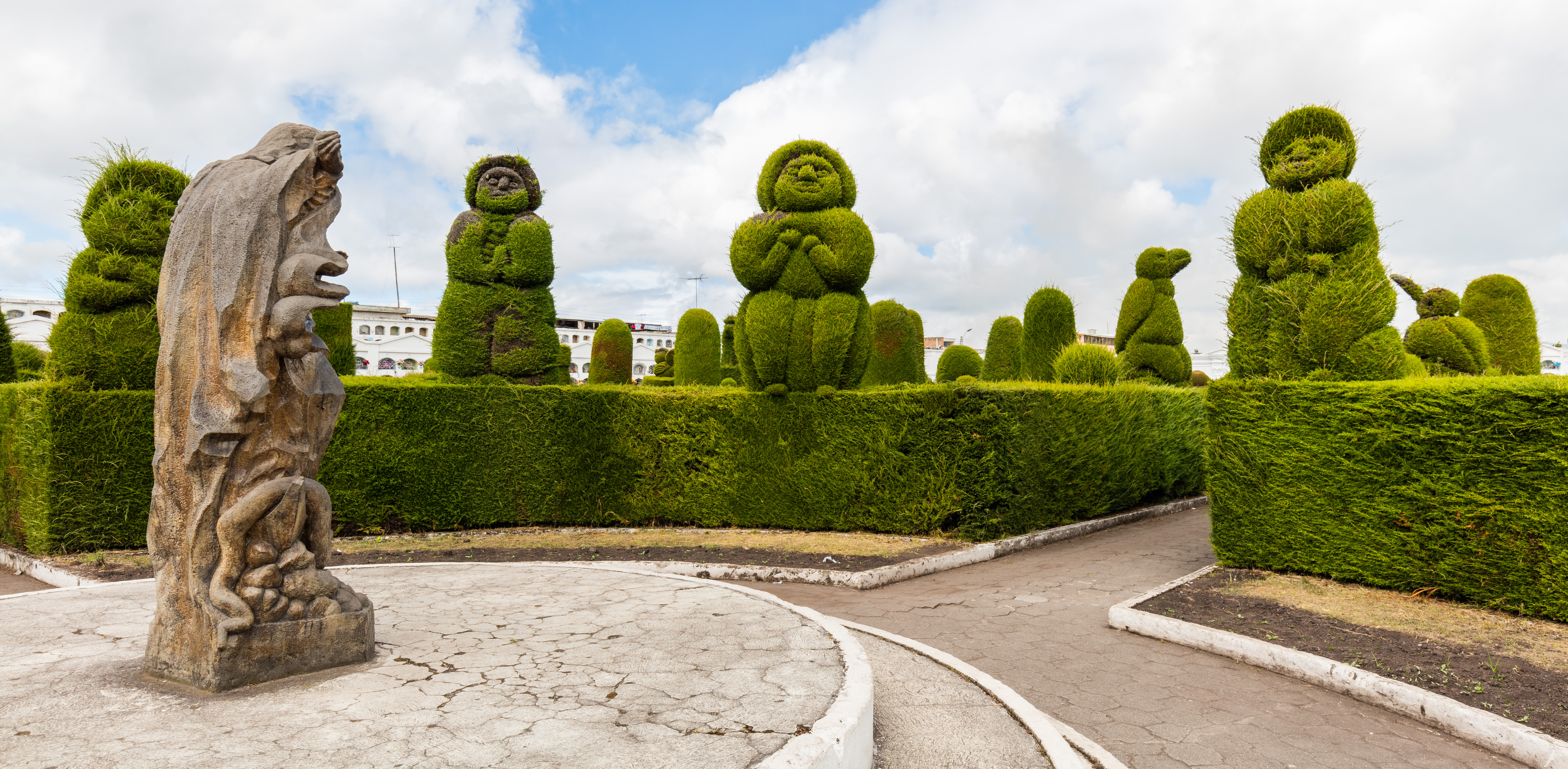
Figuras en el cementerio de Tulcán

Desde la época precolombina, la región se ha destacado por su gran producción artesanal.
Entre las técnicas artesanales más destacadas se encuentran la elaboración del sombrero de paja toquilla, el enchapado en tamo, el repujado en cuero y el barniz de Pasto.
El cementerio de Tulcán es internacionalmente reconocido por el uso de la topiaria, una técnica de jardinería utilizada para la elaboración de figuras artísticas.

### Deporte

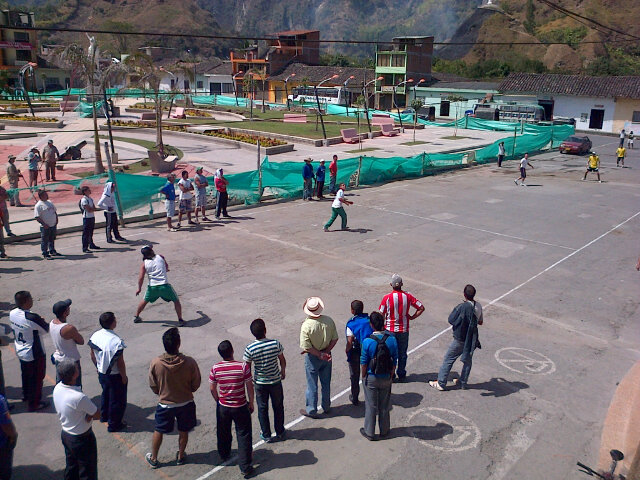
Juego de chaza.

El deporte tradicional es la chaza, un juego autóctono muy similar a la pelota vasca y que ha sido declarado deporte nacional en Ecuador.
Otros deportes populares son el ciclismo, el vóley (que se juega bajo la modalidad conocida como ecuavóley), y el fútbol. En este último deporte destaca el club Deportivo Pasto que es parte de la primera categoría del fútbol profesional colombiano.

### Lengua
El dialecto pastuso es la única variedad del español en Colombia que pertenece al español andino, superdialecto hablado también en la serranía de Ecuador, Perú, Bolivia, el noroeste de Argentina y el norte de Chile.
A su vez, el español pastuso se divide en dos subdialectos: el de tierras altas (sierra de Nariño, Carchi y Alto Putumayo) y el de las tierras bajas (Medio y Bajo Putumayo).

Lengua quechua en Colombia.

Además del español se hablan algunas lenguas indígenas de forma minoritaria:
- quichua inga andino; 18 000 hablantes.
- awá; 12 000 hablantes.
- quichua inga amazónico; 11 200 hablantes.
- camsá; 4 000 hablantes.
- cofán; 380 hablantes
- siona; 200 hablantes.

### Humor
Debido a la resistencia de los pastusos durante las guerras de independencia, existe una categoría de humor étnico tanto en Colombia como en Ecuador. La reacción de los habitantes de la zona ha variado desde el rechazo hasta la aceptación como una parte de la cultura regional.